# Flavia Massimiana Teodora
Flavia Massimiana Teodora (latino: Flavia Maximiana Theodora; fl. 293-306) è stata moglie dell'imperatore romano Costanzo Cloro e augusta dell'Impero romano.
Fu la figliastra dell'imperatore romano Massimiano, in quanto figlia di sua moglie Eutropia da un precedente matrimonio con Afranio Annibaliano, console nel 292 e prefetto del pretorio sotto Massimiano. Nel 293, Teodora sposò Costanzo Cloro, in un matrimonio che aveva lo scopo di rafforzare i legami del nuovo caesar con il suo augustus Massimiano: Costanzo dovette in questa occasione allontanare la sua concubina Elena, con la quale aveva generato il figlio Costantino I.
La coppia ebbe sei figli:
- Flavio Dalmazio;
- Giulio Costanzo, padre dell'imperatore Giuliano;
- Annibaliano zio dell'omonimo Annibaliano figlio di Flavio Dalmazio;
- Anastasia;
- Flavia Giulia Costanza, moglie dell'imperatore Licinio;
- Eutropia, madre di Nepoziano.